# كيلي غيديش
كيلي ماري غيديش (بالإنجليزية: Kelli Giddish)‏ (ولدت في 13 أبريل 1980) ممثلة تلفزيونية سينمائية ومسرحية أمريكية.

## نشأتها
ولدت في مدينة «كومينغ» بـ«جورجيا» 13 أبريل عام 1980، تخرجت من مدرسة «فورسيث» الثانوية عام 1998، فازت بأفضل ممثلة في المقاطعة عام 1997 في مسابقة التمثيل، وكانت بطلة الولاية عام 1998 في الأدب المسرحي للبنات، تخرجت مع مرتبة الشرف من جامعة «إيفانسفيل» حيث تخصصت في التمثيل المسرحي وبعد تخرجها قررت الانتقال إلى مدينة «نيويورك» لتبدأ مشوارها الفني.

## مسيرتها المهنية
كان أول ظهور لها فيلم ضعيف الميزانية بعنوان Witches of the Caribbean ولكن بداية شهرتها الأكبر كان في التلفزيون عندما مثلت في مسلسل All My Children عام 2005 بدور «داي هينري»، وفي عام 2007 تغير طاقم التمثيل للمسلسل وكان أخر ظهور لها فيه، ولكن في نفس العام قامت بدور «هيزر ماكدونالد» في مسلسل الجريمة Damages الذي فاز بجائزة واحدة في مهرجان «غولدن غلوب». وفي عام 2008 كان أول ظهور كبير لها في فيلم الدراما والرومانسية Death in Love، شاركت في مسلسل الكوميديا الرائع The Burg، أخذت دور البطولة المطلقة في مسلسل Past Life الذي أنتجته قناة «فوكس» عام 2009 ولكنه لم يكتمل وألغته القناة سريعاً بعد فشله، ثم تلقت بعد ذلك دور البطولة في مسلسل Chase، لكن أشهر وأنجح أدوارها كان عام 2007 في مسلسل التحقيقات Law & Order: Special Victims Unit حيث أدت دور المحققة.

## روابط خارجية
- كيلي غيديش على موقع IMDb (الإنجليزية)
- كيلي غيديش على موقع ألو سيني (الفرنسية)
- كيلي غيديش على موقع أول موفي (الإنجليزية)
- كيلي غيديش على موقع قاعدة بيانات برودواي على الإنترنت (الإنجليزية)
- كيلي غيديش على موقع إن إن دي بي (الإنجليزية)
- كيلي غيديش على موقع قاعدة بيانات الفيلم (الإنجليزية)
- كيلي غيديش على موقع كينوبويسك (الروسية)